# Championnat de Mauritanie de football 2009
Navigation
Édition précédente Édition suivante
La saison 2009 du Championnat de Mauritanie de football est la trentième édition de la Première Division, le championnat national de première division en Mauritanie. Les douze équipes engagées sont regroupées au sein d'une poule unique où elles affrontent deux fois leurs adversaires, à domicile et à l'extérieur. En fin de saison, les deux derniers du classement sont promus et remplacés par les deux meilleurs clubs de deuxième division.
C'est l'ASC SNIM qui remporte la compétition cette saison après avoir terminé en tête du classement, avec un seul point d'avance sur le tenant du titre, l'ASAC Concorde et quatre sur l'un des promus de Deuxième Division, l'ASC Kédia. C'est le tout premier titre de champion de Mauritanie de l'histoire du club.

## Participants
- ASC Nasr de Sebkha
- ASC SNIM
- ASC Mauritel
- ACS Ksar
- ASAC Concorde
- FC Trarza
- ASC Kédia - Promu de D2
- AS Garde Nationale
- ASC El Ahmedi
- ASC Dar Naïm - Promu de D2
- FC Nouadhibou
- FC Tevragh Zeïna[1]

## Compétition

### Classement
Le classement est établi sur le barème de points suivant : victoire à 3 points, match nul à 1, défaite à 0.
| Rang | Équipe             | Pts | J  | G  | N  | P  | Bp | Bc | Diff |
| ---- | ------------------ | --- | -- | -- | -- | -- | -- | -- | ---- |
| 1    | ASC SNIM           | 44  | 22 | 12 | 8  | 2  | 24 | 9  | +15  |
| 2    | ASAC Concorde'T'C  | 43  | 22 | 11 | 10 | 1  | 38 | 12 | +26  |
| 3    | ASC KédiaP         | 40  | 22 | 10 | 10 | 2  | 27 | 14 | +13  |
| 4    | ACS Ksar           | 39  | 22 | 10 | 9  | 3  | 25 | 17 | +8   |
| 5    | ASC El Ahmedi      | 35  | 22 | 9  | 8  | 5  | 25 | 18 | +7   |
| 6    | FC Tevragh Zeïna   | 33  | 22 | 8  | 9  | 5  | 23 | 15 | +8   |
| 7    | ASC Nasr de Sebkha | 29  | 22 | 6  | 11 | 5  | 24 | 18 | +6   |
| 8    | FC Nouadhibou      | 20  | 22 | 4  | 8  | 10 | 12 | 25 | -13  |
| 9    | ASC Mauritel       | 19  | 22 | 5  | 4  | 13 | 19 | 27 | -8   |
| 10   | ASC Dar NaïmP      | 18  | 22 | 4  | 6  | 12 | 19 | 42 | -23  |
| 11   | FC Trarza          | 15  | 22 | 4  | 3  | 15 | 16 | 35 | -19  |
| 12   | AS Garde Nationale | 15  | 22 | 3  | 6  | 13 | 15 | 35 | -20  |

|  | Champion de Mauritanie 2009                                                                |
|  | Relégation directe en deuxième division                                                    |
|  | T : Tenant du titre C : Vainqueur de la Coupe de Mauritanie P : Promu de deuxième division |

## Bilan de la saison
| Championnat de Mauritanie de football 2009 |                      |
| Champion                                   | ASC SNIM (1er titre) |
| Coupes et trophées                         |                      |
| Vainqueur de la Coupe de Mauritanie 2009   | FC Nouadhibou        |
| Qualifications continentales               |                      |
| Ligue des champions de la CAF 2010         | Aucun                |
| Coupe de la confédération 2010             | Aucun                |
| Promotions et relégations                  |                      |
| Promus en Première division                | ASC Dar El Barka     |
| Promus en Première division                | ACAS Teyarett        |
| Relégués en Deuxième division              | FC Trarza            |
| Relégués en Deuxième division              | AS Garde Nationale   |